# (29751) 1999 CE4
(29751) 1999 CE4 est un astéroïde de la ceinture principale d'astéroïdes découvert en 1999.

## Description
(29751) 1999 CE4 a été découvert le 9 février 1999 à Woomera (Australie par Frank B. Zoltowski.

### Caractéristiques orbitales
L'orbite de cet astéroïde est caractérisée par un demi-grand axe de 2,89 ua, un périhélie de 2,83 ua, une excentricité de 0,02 et une inclinaison de 2,56° par rapport à l'écliptique. Du fait de ces caractéristiques, à savoir un demi-grand axe compris entre 2 et 3,2 ua et un périhélie supérieur à 1,666 ua, il est classé, selon la JPL Small-Body Database, comme objet de la ceinture principale d'astéroïdes.

### Caractéristiques physiques
(29751) 1999 CE4 a une magnitude absolue (H) de 14,5 et un albédo estimé à 0,223.